# Liste der belgischen Nobelpreisträger
Angeregt von Bertha von Suttner wird seit 1901 aus den Stiftungsgeldern des schwedischen Chemikers und Industriellen Alfred Nobel (1833–1896) der Nobelpreis finanziert. Folgende Belgier erhielten die Auszeichnung:

## Friedensnobelpreis
| Jahr | Person oder Einrichtung                                                 | Begründung für die Preisvergabe                                                                                               | Bild                            |
| ---- | ----------------------------------------------------------------------- | --- | ------------------------------- |
| 1904 | Institut de Droit international (Institut für Völkerrecht) (gegr. 1837) | Wirken des Instituts für die Weiterentwicklung des internationalen Rechts                                                     | Institut de Droit international |
| 1909 | Auguste Beernaert (1829–1912)                                           | Mitglied des Internationalen Schiedsgerichtshofs in Den Haag                                                                  | Auguste Beernaert               |
| 1913 | Henri La Fontaine (1854–1943)                                           | Präsident des Ständigen Internationalen Friedensbüros                                                                         | Henri La Fontaine               |
| 1958 | Georges Pire (1910–1969)                                                | Leiter der Flüchtlingshilfsorganisation „L'Europe du Coeur au Service du Monde“                                               | Georges Pire                    |
| 2012 | Europäische Union (gegründet 1952 bzw. 1993, Sitz in Brüssel, Belgien)  | Für über sechs Jahrzehnte, die zur Entwicklung von Frieden und Versöhnung, Demokratie und Menschenrechten in Europa beitrugen | Flagge der Europäischen Union   |

## Nobelpreis für Literatur
| Jahr | Person                          | Begründung für die Preisvergabe | Bild                |
| ---- | ------------------------------- | --- | ------------------- |
| 1911 | Maurice Maeterlinck (1862–1949) | „auf Grund seiner vielseitigen literarischen Wirksamkeit, besonders seiner dramatischen Schöpfungen, die sich durch Phantasiereichtum auszeichnen und durch einen poetischen Idealismus, der, mitunter in der verschleierten Form des Märchenspiels, tiefe Eingebung offenbart und auf geheimnisvolle Weise Gefühl und Ahnung des Lesers anredet“ | Maurice Maeterlinck |

## Nobelpreis für Chemie
| Jahr | Person                     | Begründung für die Preisvergabe                                                                              | Bild           |
| ---- | -------------------------- | --- | -------------- |
| 1977 | Ilya Prigogine (1917–2003) | „für seinen Beitrag zur irreversiblen Thermodynamik, insbesondere zur Theorie der ‚dissipativen Strukturen‘“ | Ilya Prigogine |

## Nobelpreis für Physiologie oder Medizin
| Jahr              | Person                        | Begründung für die Preisvergabe                                                         | Bild              |
| ----------------- | ----------------------------- | --------------------------------------------------------------------------------------- | ----------------- |
| 1919 (verl. 1920) | Jules Bordet (1870–1961)      | „für seine Entdeckungen auf dem Gebiet der Immunität“                                   | Jules Bordet      |
| 1938 (verl. 1939) | Corneille Heymans (1892–1968) | „für die Entdeckung der Rolle des Sinus- und Aortenmechanismus bei der Atemregulierung“ | Corneille Heymans |
| 1974              | Albert Claude (1899–1983)     | „für ihre Entdeckungen zur strukturellen und funktionellen Organisation der Zelle“      | Albert Claude     |
| 1974              | Christian de Duve (1917–2013) | „für ihre Entdeckungen zur strukturellen und funktionellen Organisation der Zelle“      | Christian de Duve |

## Nobelpreis für Physik
| Jahr | Person                   | Begründung für die Preisvergabe                | Bild             |
| ---- | ------------------------ | ---------------------------------------------- | ---------------- |
| 2013 | François Englert (1932–) | „für Arbeit auf dem Gebiet der Teilchenphysik“ | François Englert |